# Västra Horn
Västra Horn är en bebyggelse väster om Horn i Horns socken i Skövde kommun. Mellan 2015 och 2020 avgränsade SCB här en småort.